# Dradenkamer

Dradenkamer met anodedraden W en kathodeplaten P. Het invallende deeltje T slaat lading los door ionisatie die opgevangen wordt door een anodedraad en aan de uitgang A een stroompuls geeft.

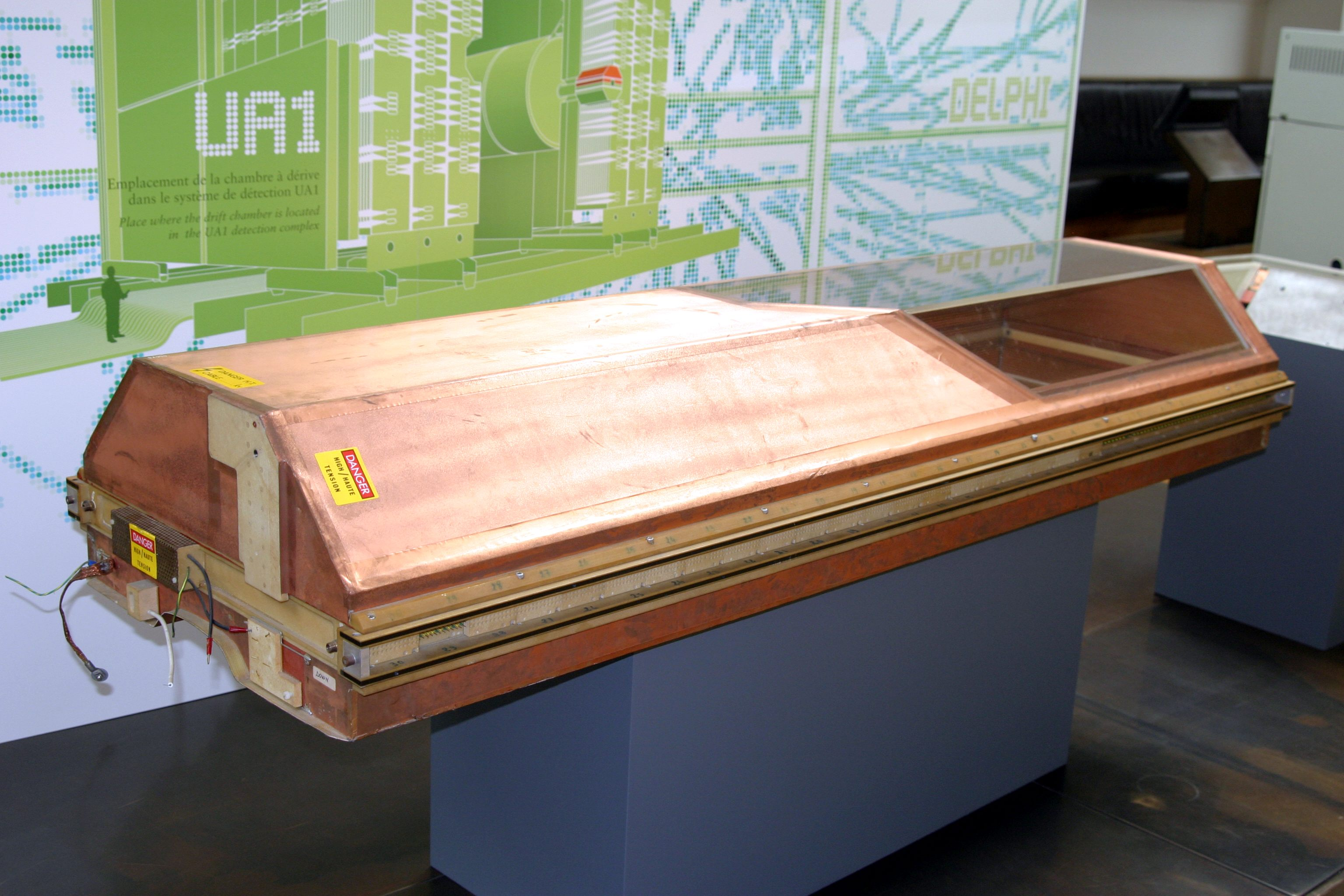
Driftkamer in het Musée des Arts et Métiers te Paris

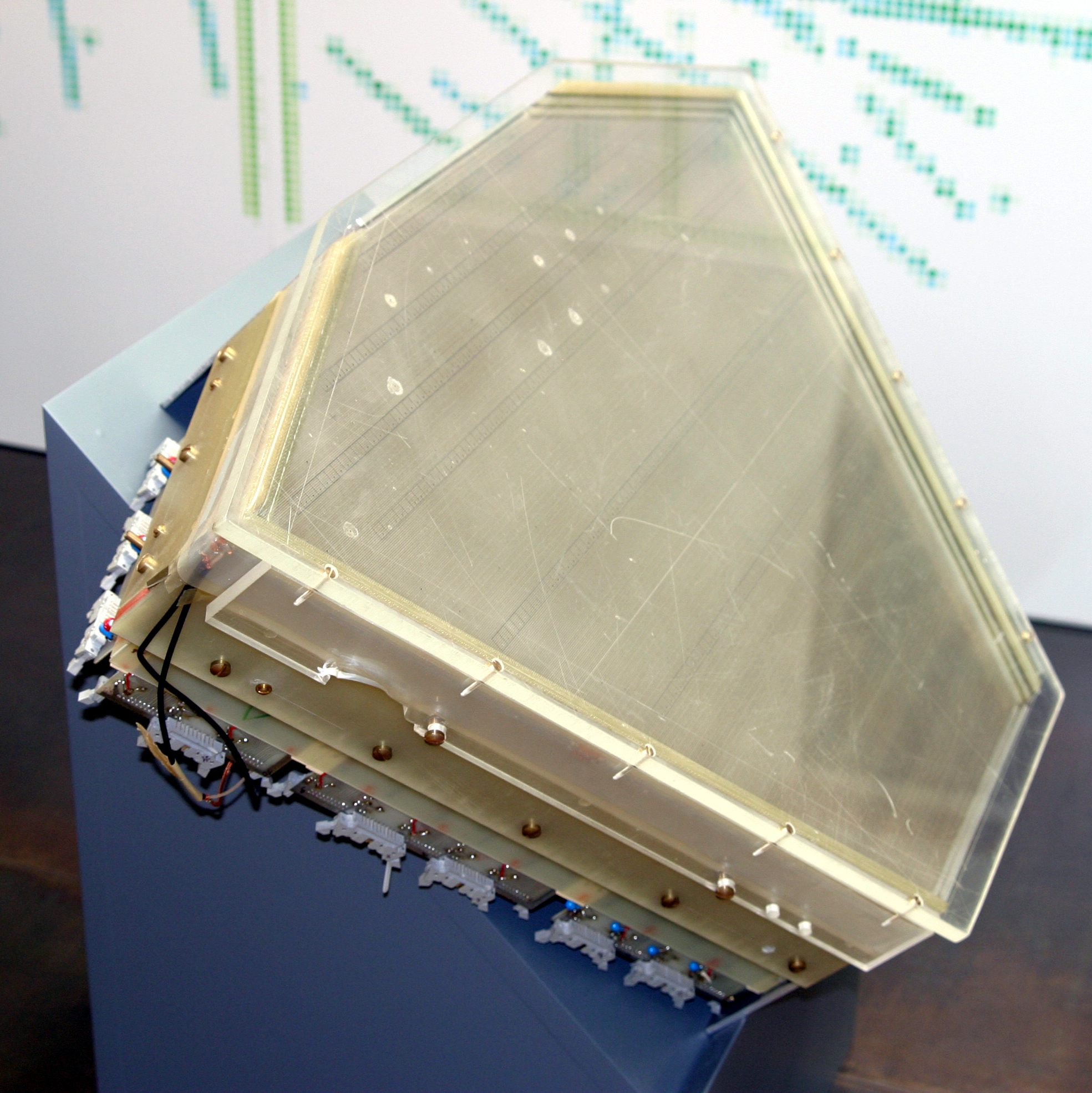
Onderdeel van een drift chamber

Elektrisch veld in een dradenkamer. Bij de draden is de veldsterkte bijzonder hoog, te zien aan de nauw bundels veldlijnen.

Equipotentiaallijn in een MWPC (veeldradenkamer)

Equipotentiaallijn en veldlijn in een MWPC

Een dradenkamer (Engels: wire chamber en multi-wire chamber) is de benaming voor twee verwante soorten detectoren voor ioniserende straling die voortbouwen op het principe van de geigerteller en de proportionele teller.

## Dradenkamer
Een proportionele teller gebruikt een geiger-müllerbuis: een draad onder hoogspanning loopt middendoor een metalen buis met geaarde zijkant. De buis is gevuld met een speciaal gekozen telgas, zodat invallende ioniserende straling gasatomen zal ioniseren. De ionen en elektronen die zo loskomen, worden versneld door de spanning op de draad, zodat een lawine-effect zorgt voor vele vrije ladingen. Deze worden opgevangen door de draad en geven een elektrische stroompuls. Daarmee kunnen deeltjes geteld worden en kan ook hun energie bepaald worden.
Bij proeven in de hoge-energiefysica is het pad van het deeltje van belang. Hiervoor werden eerst bellenvaten en nevelkamers gebruikt, maar toen de elektronica verbeterde, kwam er behoefte aan een detector met snelle elektronische uitlezing. Sporen in bellenvaten en nevelkamers kunnen alleen van foto's worden afgelezen.
Een dradenkamer is een metalen doos met vele evenwijdige draden onder hoogspanning, die samen een raster vormen. De omhulling is elektrisch geaard. Net als in de geigerteller laat een deeltje of foton een spoor van ionen en elektronen na, die naar de omhulling of de dichtstbijzijnde draad bewegen ("driften"). Aan de hand van de draden die wel en niet een stroompuls voelen, kan het pad van de invallende straling worden teruggevonden.

## Multiwire chamber
Een verbetering is de multi-wire proportional chamber (MWPC) die het principe van de proportionele teller toepast om de energie te bepalen. Met de uitvinding van deze detector in 1968 won de Pools-Franse Georges Charpak (toen werkzaam bij CERN) de Nobelprijs voor de Natuurkunde van 1992.
Vaak wordt de dradenkamer in een homogeen magnetisch veld geplaatst, zodat elektrisch geladen deeltjes spiraalsporen geven vanwege de lorentzkracht. Hieruit kan de lading van de deeltjes worden afgeleid. Er zijn wel sterke magnetische velden voor nodig.
Anekdote: Natuurkundigen van CERN vertellen bezoekers graag het verhaal hoe Charpak aan een MWPC werkte en op een ijzeren stoel ging zitten. Hij had er met collega's maanden over gedaan om duizenden dunne draden aan te brengen. Op een dag kwam hij met zijn stoel zo dicht bij het magnetisch veld, dat het de stoel onder hem wegtrok de detector in, zodat alle draden vernield werden.

### Varianten

#### Drift chamber
Uit de aankomsttijden van de stroompulsen en de tijd die de ionen nodig hebben om een nabije draad te bereiken, kan de afstand van de invallende straling tot de draad worden afgeleid. Met zo'n drift chamber kan de positie van de invallende straling beter worden bepaald.

#### Time Projection Chamber
Als twee "drift chambers" worden gebruikt met gekruiste rasters van draden die haaks op de invallende bundel staan, kan een nog betere plaatsbepaling gehaald worden. Met een eenvoudige detector erbij (zoals in een veto counter) die het deeltje detecteert op een vaste afstand voor of achter de draden, kan een driedimensionale reconstructie worden gemaakt en de snelheid van het deeltje worden afgeleid uit het tijdsverschil tussen de twee detecties. Dit heet een Time Projection Chamber (TPC).

#### Velocity Drift Chambers
Om de snelheid van elektronen (de "drift velocity") in een gas te meten zijn er speciale detectoren (Velocity Drift Chambers), die de tijd meten die een elektron nodig heeft om vanaf de ionisatie de draad te bereiken.

## Toepassing
Deze detectoren worden toegepast bij deeltjesversnellers en wetenschappelijke astronomische satellieten zoals BeppoSax.